# Dunshaughlin
Dunshaughlin (irl. Dún Seachlainn) – miasto w hrabstwie Meath, w prowincji Leinster.